# Jerzy Hoffman
Jerzy Julian Hoffman (* 15. března 1932, Krakov, Polsko) je polský režisér.

## Filmy
- 2003 Staré báje vikingů
- 1999 Ohněm a mečem
- 1992 Piekna nieznajoma
- 1984 Wedle wyrokow twoich
- 1982 Znachor
- 1978 Do krwi ostatniej
- 1976 Tredowata
- 1974 Potopa
- 1970 Mazowsze (TV film)
- 1969 Pan Wołodyjowski
- 1967 Ojciec (TV film)
- 1966 Jarmark cudów, Prawo i piesc
- 1965 Trzy kroki po ziemi

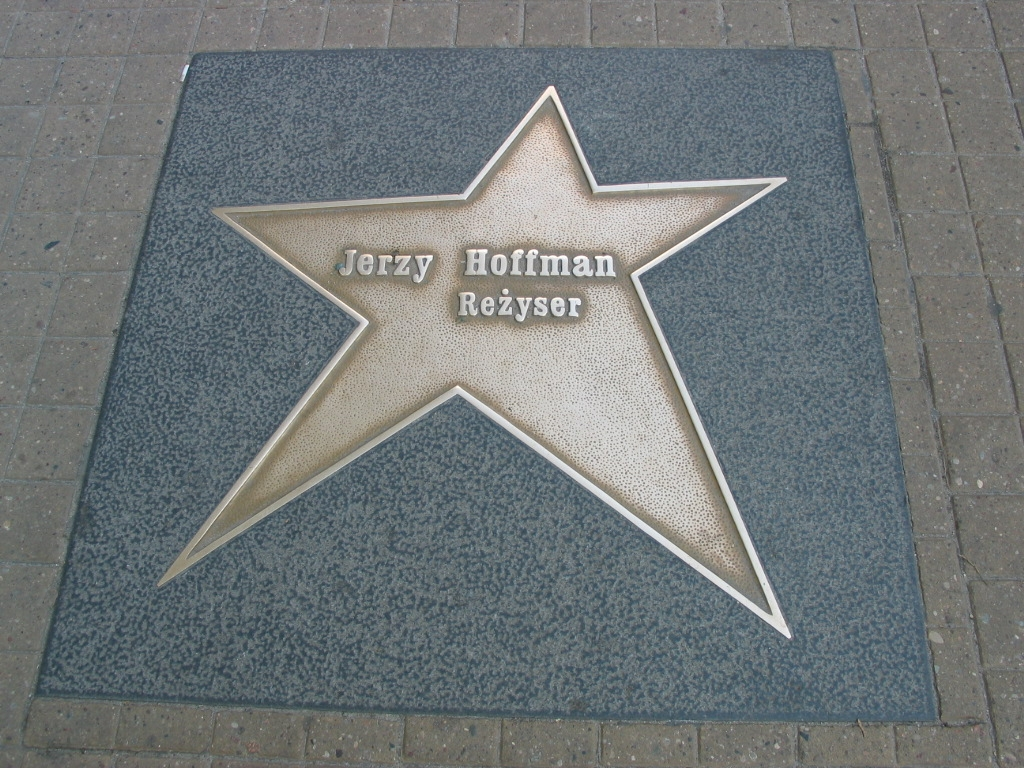
Jerzy Hoffman, hvězda v Lodži

- 1964 Chwila wspomnien: rok 1956/1957
- 1963 Gangsteři a filantropové
- 1962 Spotkali sie w Hawanie
- 1961 Aby kwitlo zycie, Hawana '61
- 1960 Dwa oblicza Boga, Pocztowka z Zakopanego, Reportaz prosto z patelni
- 1959 Tor, Zielona bariera
- 1958 Karuzela Lowicka, Pamiatka z Kalwarii

## Dokumenty
- 1963 Visitez Zakopane
- 1962 Patria o Muerte
- 1959 Gaudeamus, Kryptonim Oktan, Typy na dzis
- 1957 Na drogach Armenii
- 1956 Dzieci oskarzaja
- 1955 Uwaga, chuligani!
- 1954 Czy jestes wsród nich?